# Ліката
Ліката (італ. Licata, сиц. Licata) — муніципалітет в Італії, у регіоні Сицилія, провінція Агрідженто.
Ліката розташована на відстані близько 550 км на південь від Рима, 125 км на південний схід від Палермо, 40 км на південний схід від Агрідженто.
Населення — 38 007 осіб (2014).

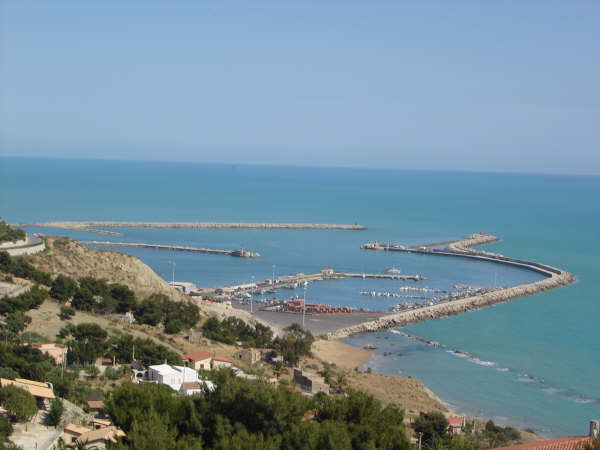

Щорічний фестиваль відбувається 5 травня. Покровитель — Sant'Angelo.

## Демографія
Населення за роками:

Станом на 1 січня 2023 року в муніципалітеті офіційно проживало 1755 іноземців з 58 країн, серед них 381 громадянин країн Євросоюзу та 7 громадян України.

## Сусідні муніципалітети
- Бутера
- Камастра
- Кампобелло-ді-Ліката
- Наро
- Пальма-ді-Монтек'яро
- Равануза